# Conus martensi
Espèce
Conus martensi est une espèce de mollusques gastéropodes marins de la famille des Conidae.
Comme toutes les espèces du genre Conus, ces escargots sont prédateurs et venimeux. Ils sont capables de « piquer » les humains et doivent donc être manipulés avec précaution, voire pas du tout.

## Description
La taille de la coquille varie entre 17 mm et 78 mm. (Description originale) La coquille est petite, turbinée, très rétrécie vers la base ou l'avant. Elle est de couleur orange, plutôt pâle sur la spire. Elle contient environ 10 whorl, à sommet plat et un peu incliné, légèrement surélevés les uns par rapport aux autres, concentriquement à trois rainures, séparés par une suture profonde. Le verticille est subaigu en haut, puis un peu convexe sur les côtés, et étant très atténué en avant, il a un aspect un peu piriforme. Il est sculpté de fines lignes de croissance et de stries transversales indistinctes ou de sillons peu profonds, qui sont beaucoup plus profonds autour de la base. L'ouverture est très étroite. La lèvre externe est mince et modérément sinuée au-dessus de l'angle. La flèche est courte, graduée, avec des contours rectilignes.
L'espèce se distingue par l'étroitesse de l'ouverture, sa forme quelque peu pyriforme et la teinte orange uniforme de sa coloration. La flèche est plus pâle, sauf à la suture profonde, qui est également orange. 

## Distribution
Cette espèce est présente dans l'océan Indien dans le canal du Mozambique et de l'Afrique de l'Est à Oman ; au large de la Réunion et des Mascareignes ; également au large du Japon, des Philippines, de l'est de l'Indonésie, de la Nouvelle-Calédonie, de Hawaï et dans le Pacifique occidental.

## Taxonomie

### Publication originale
L'espèce Conus martensi a été décrite pour la première fois en 1884 par le zoologiste et illustrateur britannique Edgar Albert Smith dans « Report on the zoological collections made in the Indo-Pacific Ocean during the voyage of H M S Alert 1881-2 »,.

### Synonymes
- Conus (Rhizoconus) sazanka Shikama, 1970 · non accepté
- Conus (Splinoconus) martensi E. A. Smith, 1884 · appellation alternative
- Conus (Splinoconus) sazanka Shikama, 1970 · non accepté
- Conus kurzi Petuch, 1974 · non accepté
- Conus sazanka Shikama, 1970 · non accepté
- Dendroconus martensi (E. A. Smith, 1884) · non accepté
- Isoconus martensi (E. A. Smith, 1884) · non accepté
- Isoconus sazanka (Shikama, 1970) · non accepté
- Kioconus (Isoconus) kurzi (Petuch, 1974) · non accepté
- Kioconus (Isoconus) martensi (E. A. Smith, 1884) · non accepté
- Kioconus (Isoconus) sazanka (Shikama, 1970) · non accepté
- Kioconus martensi (E. A. Smith, 1884) · non accepté
- Kioconus sazanka (Shikama, 1970) · non accepté
- Rhizoconus yoshioi Azuma, 1973 · non accepté